# Andrena subtilis
Andrena subtilis är en biart som beskrevs av Smith 1879. Andrena subtilis ingår i släktet sandbin, och familjen grävbin. Inga underarter finns listade i Catalogue of Life.